# Буль, Питер
Питер Буль (нидерл. Pieter Boel; 1626—1674) — фламандский живописец и гравёр, особенно отличавшийся своим искусством изображать животных, птиц, плоды, цветы.

## Биография

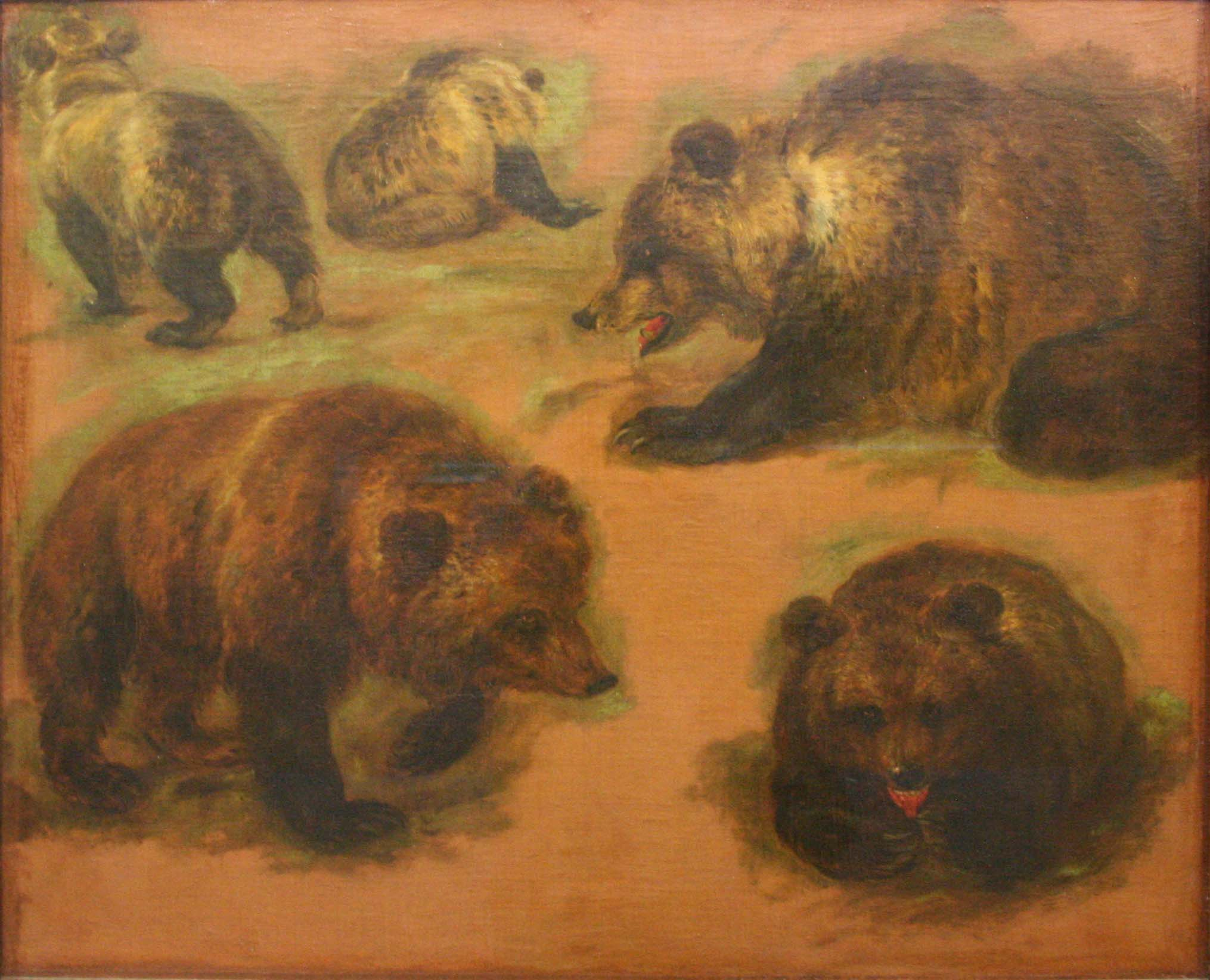
Медведи

Питер Буль родился в 1626 году во фламандском городе Антверпене в семье художников. Он был сыном гравёра Яна Буля и братом гравёра Квирина Буля Второго. От них он и получил первые уроки рисования, а затем его учителем стал южнонидерландский живописец и гравёр Ян Фейт.
В 1650—1651 году Питер Буль путешествовал по Италии. Его путешествие привело его в Геную и Рим. В Генуе он остановился у своего дяди, живописца и торговца произведениями искусства Корнелиса де Валя, который обосновался в этом городе. По возвращении стал одним из мастеров Гильдии Святого Луки в родном городе.
В 1668 году Питер Буль разрабатывал картоны для Королевской мануфактуры гобеленов в Париже, действовавшей под художественным руководством первого живописца короля Шарля Лебрена.
В качестве подработки иногда исполнял обязанности художника в суде.
Сыновья: Ян Батист Буль Младший и Балтазар-Лукас Буль. Учил гравёрному мскусству своих детей и Давида де Конинка.
Как живописей, Питер Буль, предпочитал писал натюрморты, включая композиции с цветами, охотничьи, натюрморты животных и рыб, картины Vanitas и постановки с оружием. Он также написал ряд пейзажей. Поскольку большинство его работ не датированы, трудно установить хронологию его творчества.
Питер Буль умер в 1674 году в городе Париже.